# Saukko (klippa)
Saukko är en ö i Finland. Den ligger i Finska viken och i kommunen Fredrikshamn i den ekonomiska regionen  Kotka-Fredrikshamn i landskapet Kymmenedalen, i den södra delen av landet. Ön ligger omkring 18 kilometer öster om Kotka och omkring 130 kilometer öster om Helsingfors. 
Öns area är 1,3 hektar och dess största längd är 180 meter i sydöst-nordvästlig riktning. Närmaste större samhälle är Fredrikshamn, 13,5 km norr om Saukko.